# سید طالب رفاعی
سید طالب رفاعی، روحانی شیعه عراقی و از بنیان‌گذاران حزب الدعوه در عراق بود. الرفاعی، زادهٔ ۱۹۳۱ میلادی در روستای الرفاعی، در جنوب شهر ناصریه عراق، از تحصیلکردگان حوزه علمیه نجف و از نزدیکان آیت الله سید محمد باقر صدر است. او در روند فعالیت‌های سیاسی روحانیون شیعه در نجف و تأسیس حزب الدعوه حضوری فعال و تأثیرگذار داشت. در ۱۹۶۹، به نمایندگی از آیت الله سید محسن حکیم، مرجع وقت شیعیان، به قاهره رفت و سال‌ها در آن شهر رهبری شیعیان را بر عهده داشت. همچنین جمعیت آل البیت، در سال ۱۹۷۳ با وی آغاز شد. وی هم‌اکنون در ایالات متحده زندگی می‌کند.
سید طالب صدر به خاطر خواندن نماز میت بر جنازه محمدرضا پهلوی، آخرین شاه ایران که در مصر دفن شد، مورد انتقاد بسیاری از روحانیان شیعه قرار گرفت. با این حال، وی از اقدام خود ابراز پشیمانی نکرد و روحانیت شیعه را به سیاست‌زدگی و قدرت‌طلبی متهم کرد. وی در گفت‌وگو با تلویزیون العربیه گفت: «با اینکه من از مؤسسین اصلی حزب الدعوه هستم، اما اکنون به عملکرد این حزب و آزمندی برخی از اعضای آن برای مسلط شدن و رسیده به اریکه قدرت اعتراض دارم.»
او در کتاب «آمالی السید طالب الرفاعی» خاطرات خود دربارهٔ فعالیت‌های سیاسی و روابطش با برخی بزرگان حوزه‌های علمیهٔ نجف اشرف و قم را برای رشید الخیون، نویسنده و روزنامه‌نگار مشهور عراقی، بازگو کرده‌است.

## نماز گزاردن بر جسد محمدرضا شاه پهلوی
از اقدامات طالب رفاعی که مخالفت‌هایی را در جهان تشیع، به ویژه در رسانه‌های جمهوری اسلامی ایران به دنبال داشت، نماز گزاردن او بر جسد محمدرضا، آخرین شاه سلسله پهلوی در ایران بود. رفاعی در گفت‌وگو با ترکی الدخیل، مجری برنامه «اضائات» (روشنگری) در تلویزیون العربیه گفت: «من بر جنازه شاه نماز خواندم و پشیمان نیستم. شاه انسان مسلمانی بود و نماز خواندن بر جنازه مسلمان هیچ گونه اشکال شرعی ندارد.» وی در اشاره به مو اضعی که در آن زمان در مخالفت با عملکرد وی از سوی رسانه‌های جمهوری اسلامی گرفته شده بود گفت: «من کار اشتباه یا خلاف شرعی انجام ندادم و شاه تا زمان فوت انسانی مسلمان بود، در ضمن خود آیت الله خمینی فتوایی دارد مبنی بر اینکه نماز خواندن بر جنازه مسلمان حتی اگر گناهکار هم باشد اشکالی ندارد.»

## بازگشت از دیدگاه اسلام سیاسی
سید طالب رفاعی که خود از مؤسسان حزب الدعوه عراق به عنوان یک حزب سیاسی مبتنی بر دیدگاه‌های اسلامی بود، پس از چندی تغییر دیدگاه داد و به مخالفت با اسلامی سیاسی پرداخت و گفت: «اسلام سیاسی باعث شده که گروه‌های اسلامی که روزگاری هدف اصلی آنها ارشاد و آگاه‌سازی جامعه بود، امروزه همچون انسان تشنه‌ای که به دنبال آب می‌گردد، کاملاً شیفته رسیدن به قدرت شده‌اند.»

## آثار
- آمالی السید طالب الرفاعی
- عقیدة ابی‌طالب